# PJ Black
Phillip Paul Lloyd, mer känd under sina artistnamn PJ Black och Justin Gabriel, född 3 mars 1981 i Kapstaden, är en sydafrikansk fribrottare. Han är främst känd för sin tid i World Wrestling Entertainment i (2010–2015). Sedan 2018 brottas han i Ring of Honor, det tredje största förbundet i USA.